# پاز د لا ورتا
پاز د لا ورتا (انگلیسی: Paz de la Huerta؛ زادهٔ ۳ سپتامبر ۱۹۸۴) هنرپیشه و مانکن اهل ایالات متحده آمریکا است. وی از سال ۱۹۹۸ میلادی تاکنون مشغول فعالیت بوده‌است.
از فیلم‌هایی که وی در آن نقش داشته‌است می‌توان به ورود به خلأ، چیز مورد علاقه من، ساعت ۴:۴۴، ریک، رؤیای شب نیمه تابستان و پرستار سه‌بعدی اشاره کرد.